# Isuzu Gala
Der Isuzu Gala ist ein großer Reisebus von Isuzu.

## Erste Generation (1996–2005)
- KC-LV780/781/782 (1996)
  - Ein Fahrer-Airbag wird seit 1997 eingebaut.
- KL-LV774/780/781 (2000)
- Guangzhou Gala

### Bilder

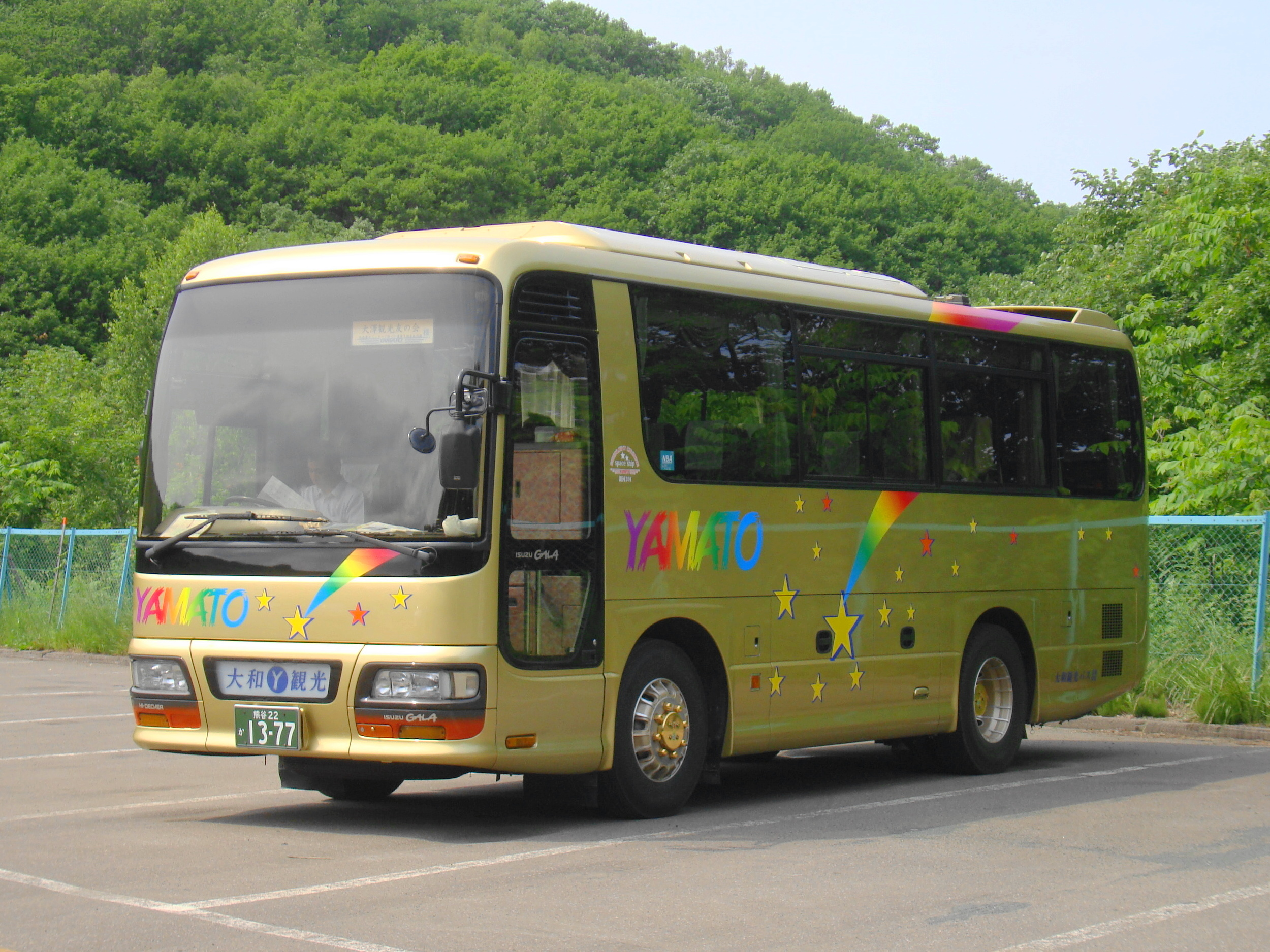
Gala HD-9 KC-LV780H1
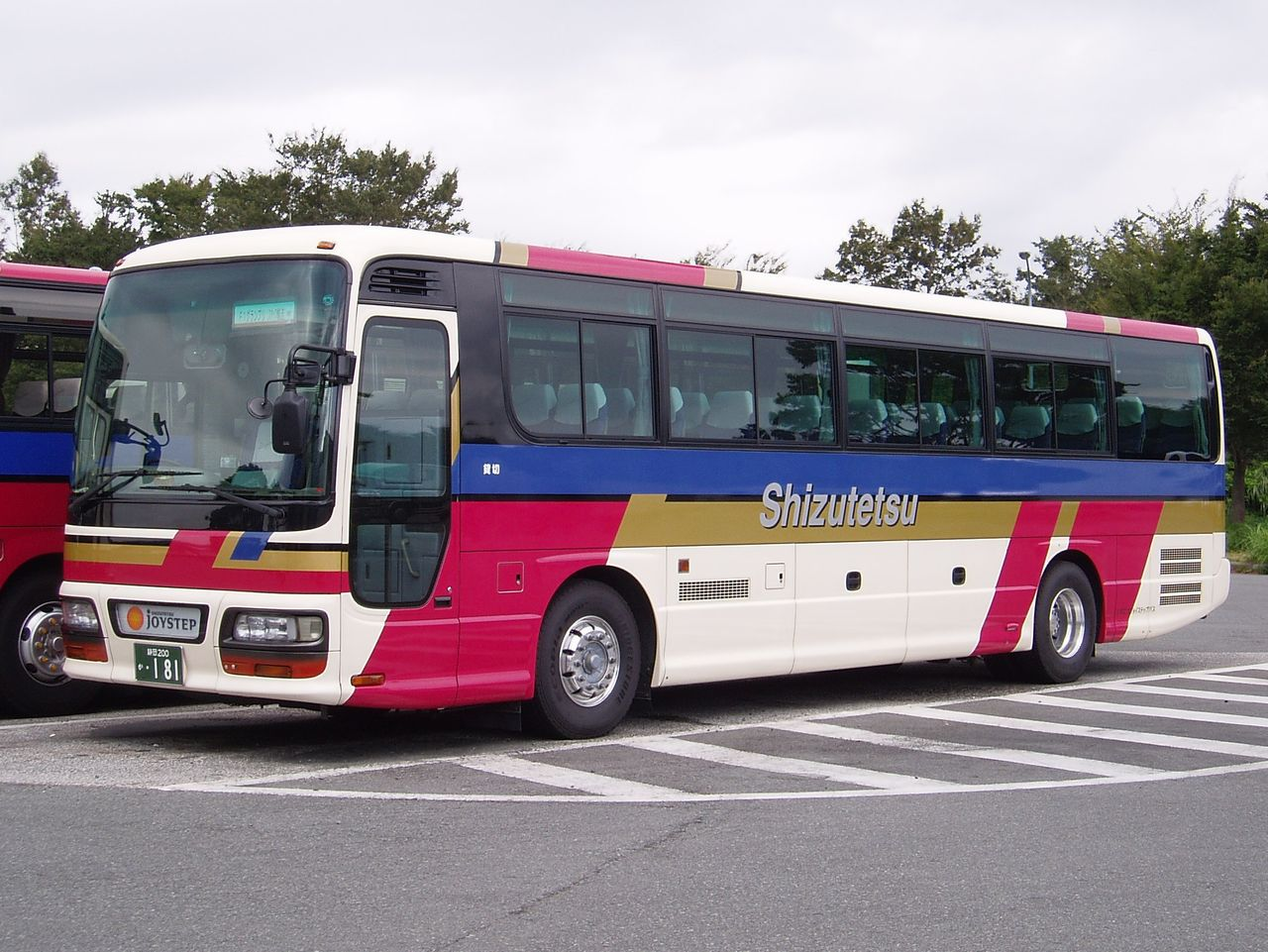
Gala HD KL-LV774R2
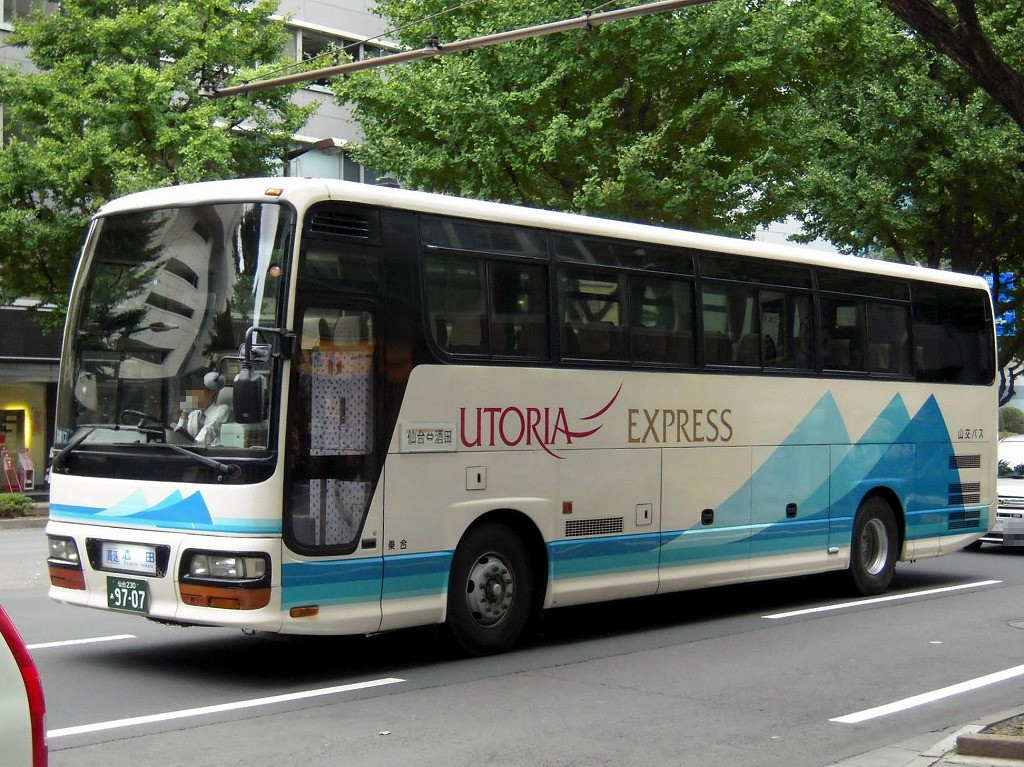
Gala SHD KC-LV782R1
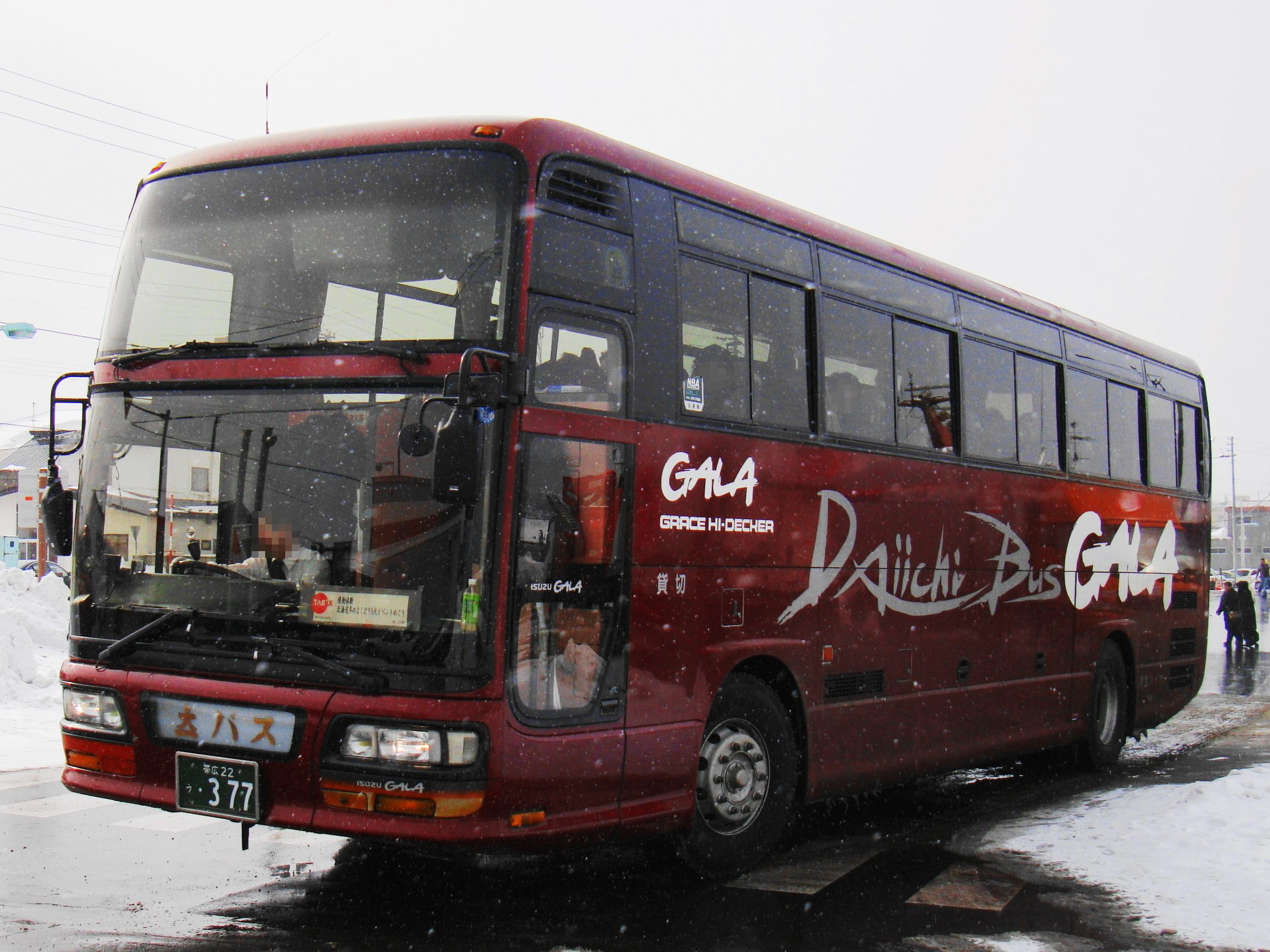
Gala GHD KC-LV782R1 (Gala sample color)
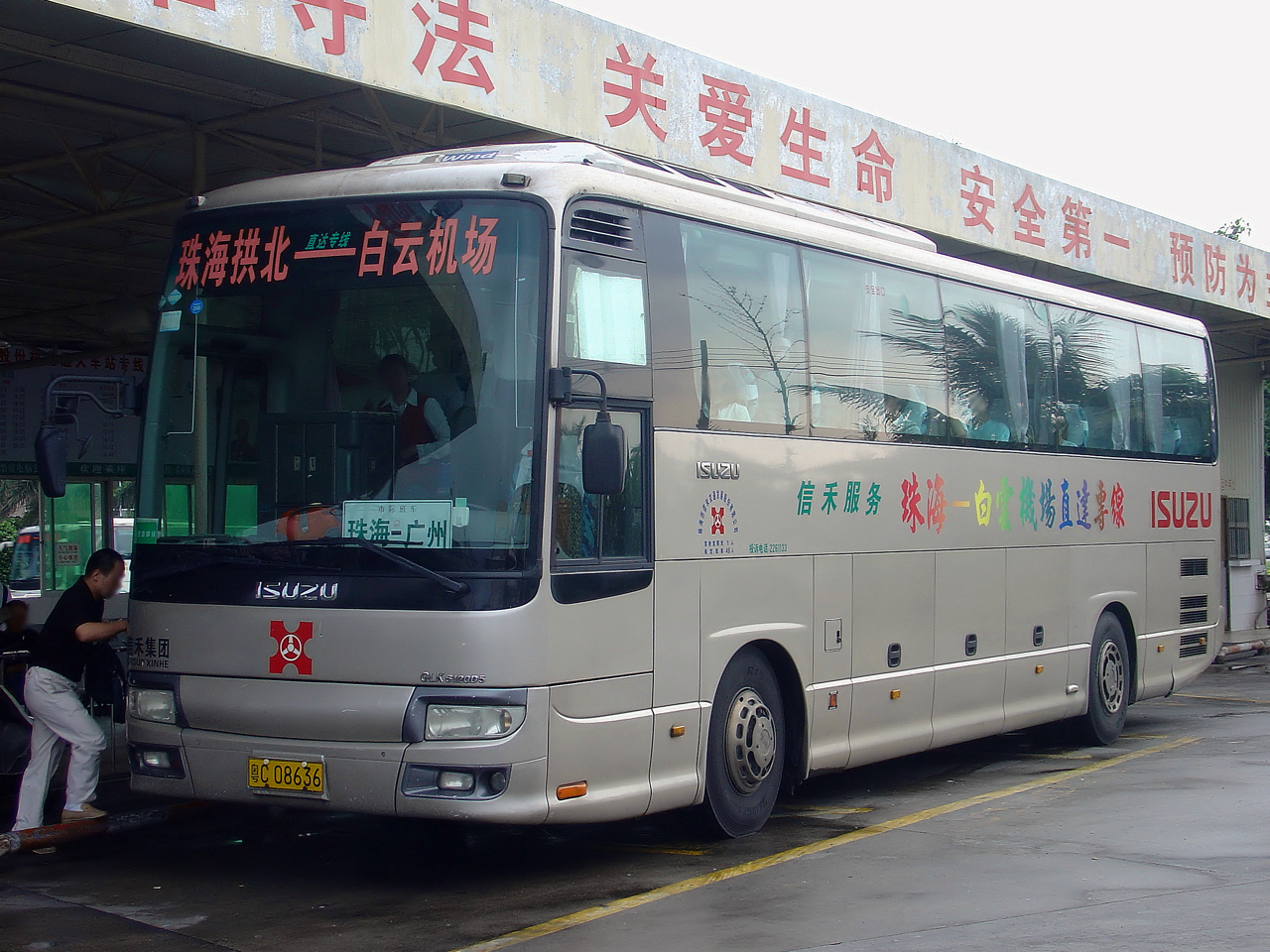
Guangzhou Gala SHD

## Zweite Generation (seit 2005)

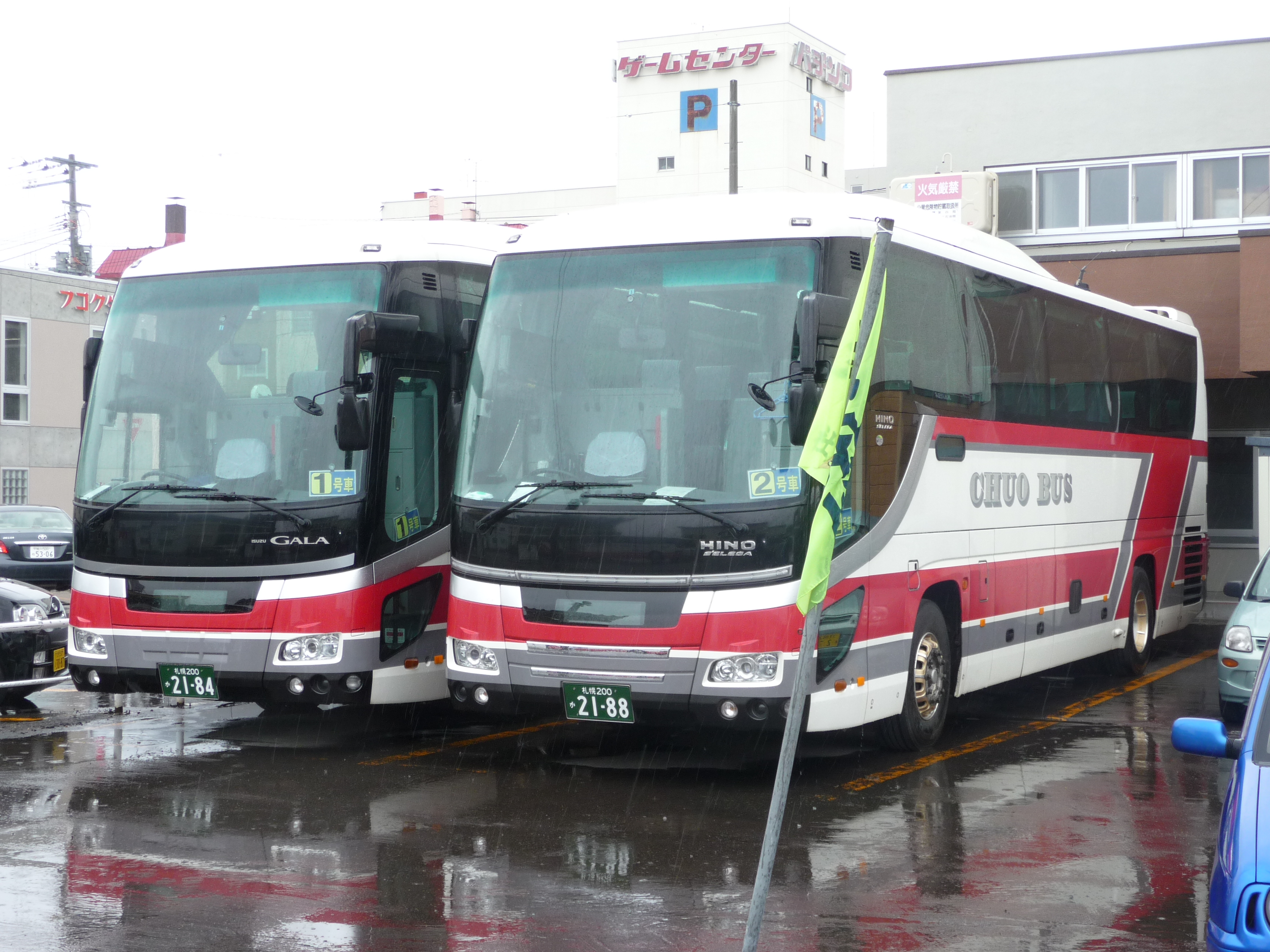
Isuzu Gala (links), Hino S'elega (rechts)

Der Isuzu Gala der 2. Generation ist ein Hino S'elega mit Isuzu-Emblemen.
- ADG-RU1E/8J (2005)
- PKG-RU1E/BDG-RU8J (2006)
- LKG-RU1E/LDG-RU8J/SDG-RU8J (2010)
- QPG-RU1E/QRG-RU1A/LDG-RU8J/SDG-RU8J (2012)
- QRG-RU1E/QRG-RU1A/LDG-RU8J/SDG-RU8J (2014)

### Bilder

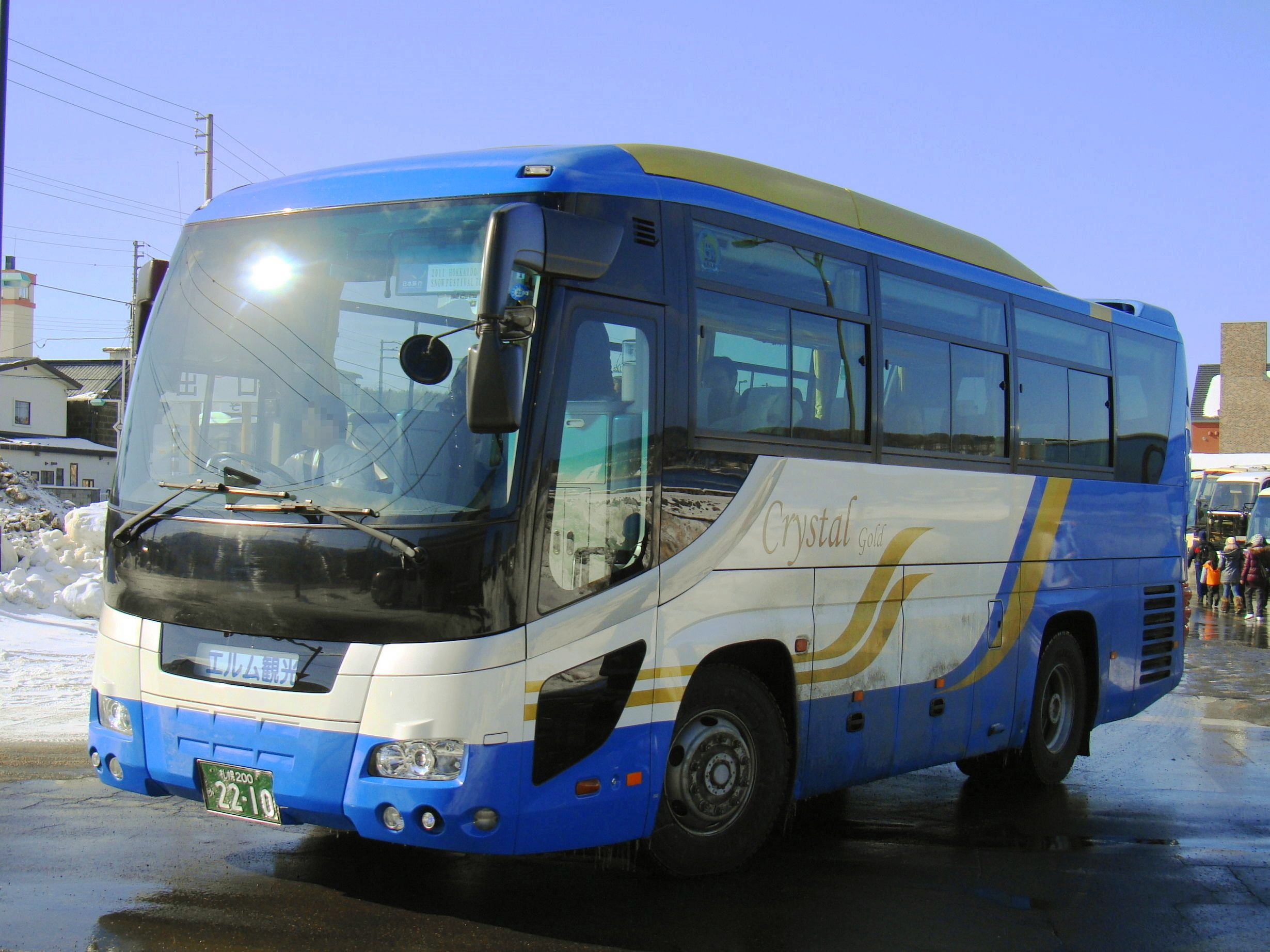
Gala HD-9 BDG-RU8JHAJ
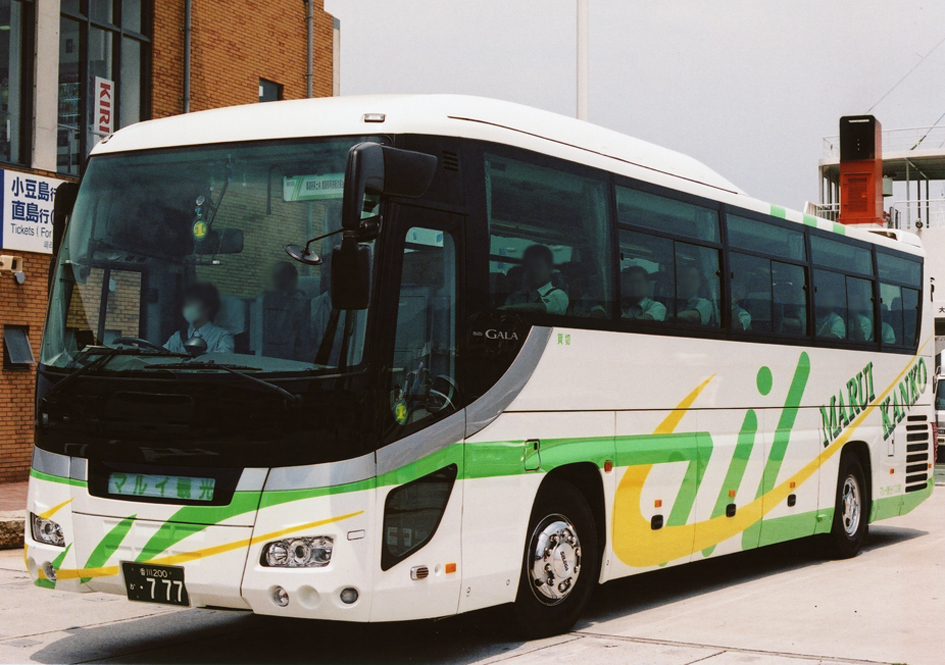
Gala HD PKG-RU1ESAJ
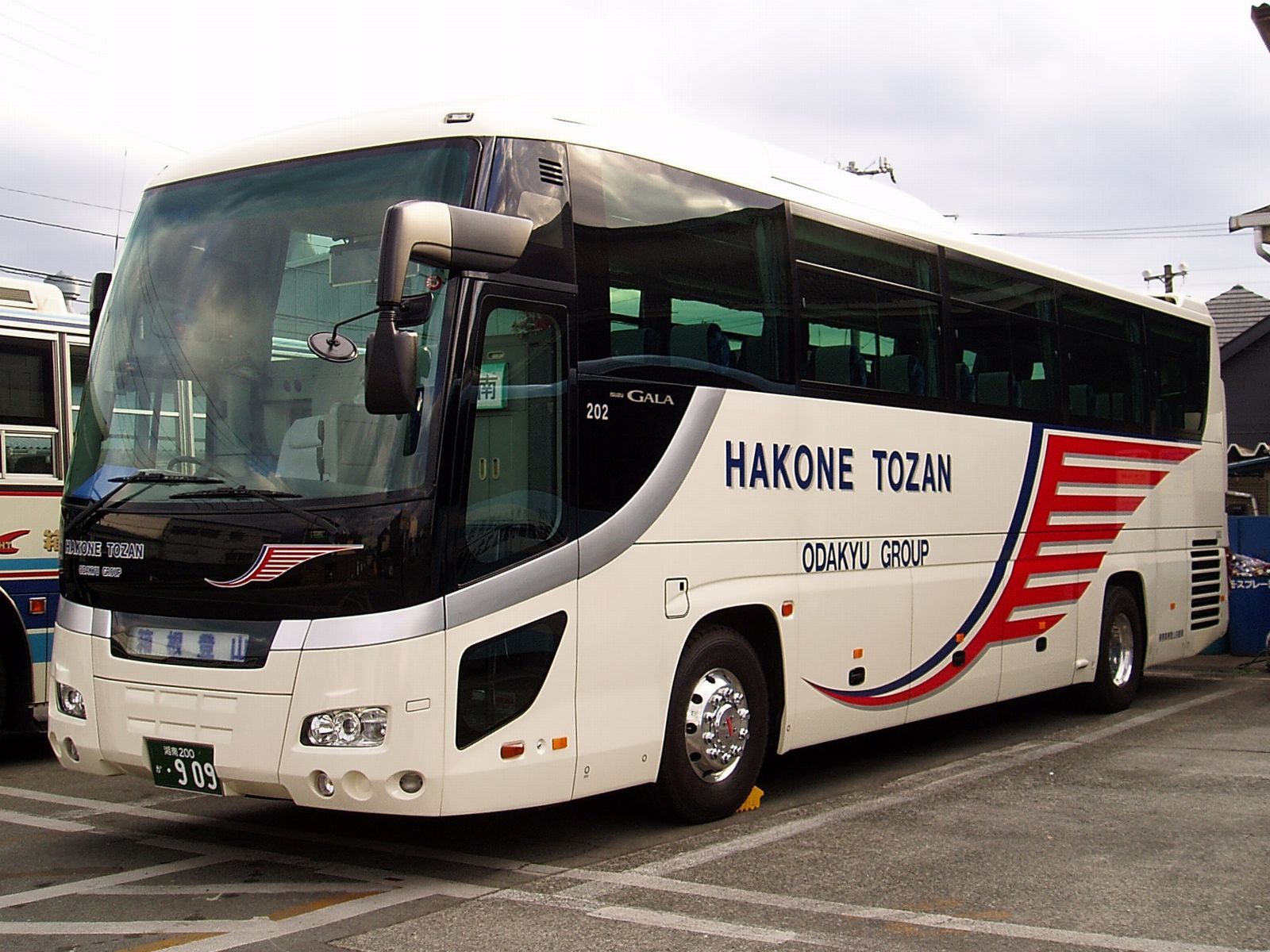
Gala SHD ADG-RU1ESAJ
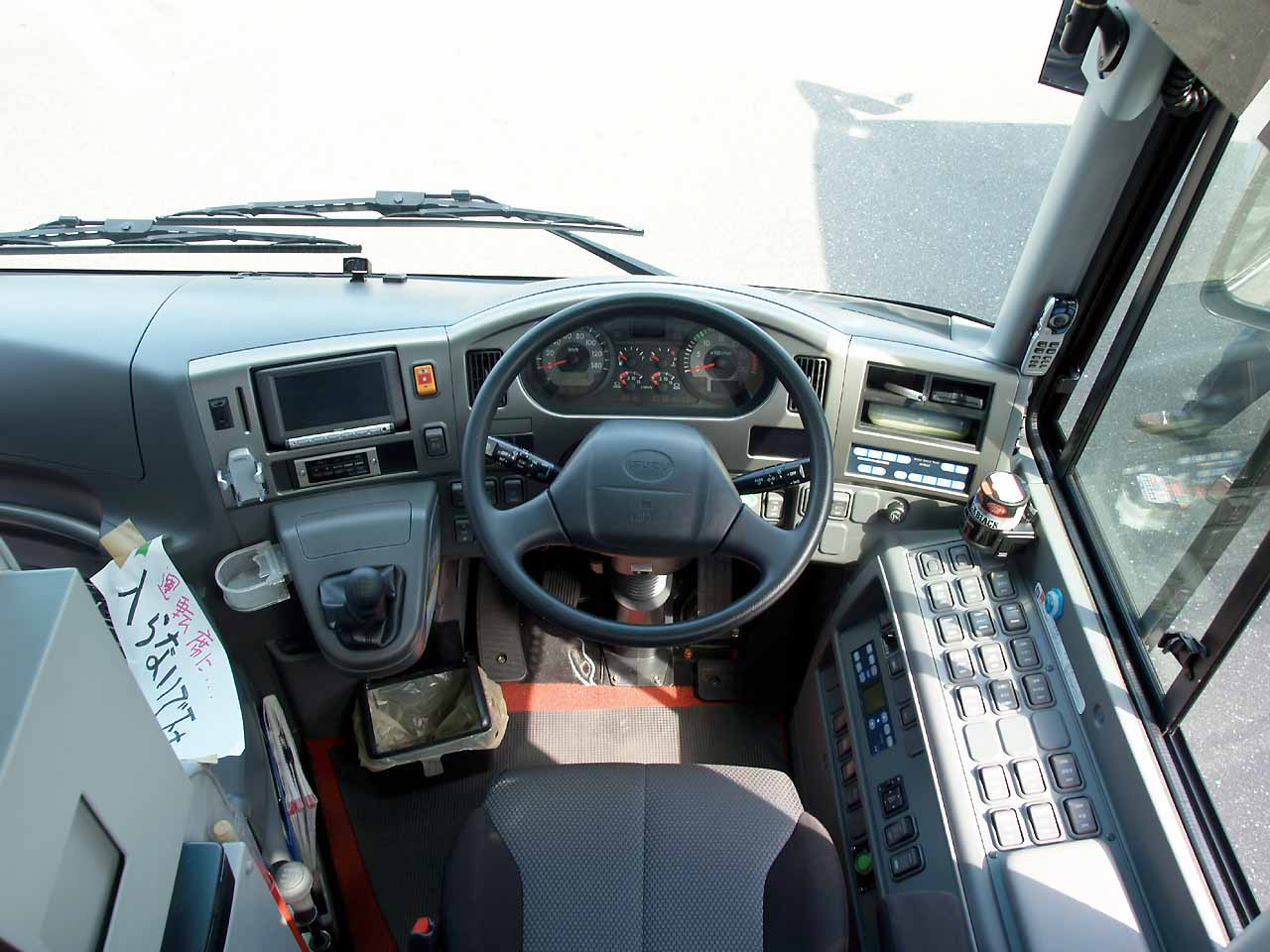
Gala cockpit

## Modellpalette
- Erste Generation
  - Gala I HD (Hochdecker) 12 m
  - Gala II SHD (Super-Hochdecker) 12 m
  - Gala III GHD (Grace Hochdecker) 12 m
  - HD-9 9 m

- Zweite Generation
  - SHD 12 m
  - HD 12 m
  - HD-9 9 m